# The Ink Link
The Ink Link est une association française qui regroupe des artistes et des professionnels de la bande dessinée. Elle intervient dans le monde entier pour accompagner des associations et des institutions en soutenant leurs actions humanitaires, sociales et environnementales à travers la conception et la réalisation de documents illustrés spécialement adaptés au public cible.

## Création
En 2015, Laure Garancher, alors en poste dans les Caraïbes pour l'Organisation mondiale de la santé, a l'idée d’utiliser le dessin pour communiquer avec les populations locales.
Les habitants de zones isolées avaient signalé qu'ils ne comprenaient pas les supports habituels des programmes de santé. Laure Garancher met alors en place une mission de recherche avec un médecin, Mayana Itoïz, dessinatrice et Wilfrid Lupano scénariste, pour développer avec les communautés des outils sur les sujets de santé qui les concernent.
Au retour de cette mission pilote, l’équipe décide de créer l’association The Ink Link qui est officiellement présentée pendant sa soirée de lancement au Festival d'Angoulême 2017.

## Organisation
L’association est constituée d’un bureau qui accueille des personnes du monde de la BD et des Organisations non gouvernementales.
Les bénévoles sont nommés Inkers et Linkers.

### Les Inkers
Les Inkers sont des artistes professionnels de la bande dessinée : dessinateurs et scénaristes. Ils ont tous déjà publié des albums.
Ils s’engagent au sein de The Ink Link en mettant à disposition des ONGs leurs compétences en dessin et scénarisation. Tous les artistes sont rémunérés lors des missions.
Parmi eux : Étienne Appert, Paul Cauuet, Héloïse Chochois, Loïc Clément, Yannick Corboz, Arthur de Pins, Jean Dytar, Espé, Lucile Gomez, Gaëlle Hersent, Simon Hureau, Louise Joor, Simon Kansara, Augustin Lebon, Aurélie Neyret, Aude Picault, Pozla, Damien Roudeau, Ludivine Stock et Fabien Toulmé.

### Les Linkers
Les Linkers sont des professionnels travaillant dans la bande-dessinée ou les ONGs.
Plusieurs maisons d’édition, comme le groupe Média participations ou Delcourt-Soleil, sont partenaires de The Ink Link et leurs salariés peuvent consacrer du temps aux activités de l’association. De nombreux indépendants rejoignent chaque mois l’initiative.
Ils soutiennent The Ink Link par leurs compétences en suivi de projets, en graphisme, en droits d’auteurs, etc.

## Méthodologie
The Ink Link propose un accompagnement créatif des structures : exploration des problématiques, sélection d’un projet, choix de l’outil graphique et de l’équipe adaptés et évaluation de l’impact.
The Ink Link privilégie le participatif et les missions en immersion sur le terrain. Les supports dessinés sont imaginés à partir des témoignages et des besoins des bénéficiaires. 
Les chargés de projet et les artistes se déplacent avant de réaliser une bande dessinée adaptée.
Le dessin est tour à tour utilisé comme médiateur, forme de plaidoyer ou outil pédagogique. Il a pour objectif d’informer, de sensibiliser ou d’inciter à l’action.
Les projets peuvent être à destination du grand public (plaidoyer par exemple) ou uniquement aux bénéficiaires dans une région déterminée (outil pédagogique, par exemple). 
The Ink Link souhaite également développer la recherche autour de la bande dessinée et travailler à l’alphabétisation visuelle. 

## Principales réalisations
La forme s’adapte à chaque projet et à son public : bande dessinée franco-belge imprimée, strips, case à case pour Instagram, vidéos animées, dépliant, etc.
Avec l’Université d’Avignon, The Ink Link a fait appel à Fabien Toulmé pour réaliser une campagne d’information. L’enjeu était de signaler les comportements à risque face aux inondations. La lecture et la BD ont été adaptées à une diffusion en ligne avec une lecture en scrollant,. 
Avec Médecins Sans Frontières, The Ink Link et Aude Picault ont réalisé une bande dessinée adaptée à Instagram, elle a été diffusée par épisode régulier. Elle présente le quotidien d’un mineur isolé à Paris et les difficultés de sa situation.
Avec Alynéa, The Ink Link et Ludivine Stock ont inventé un dépliant qui s’ouvre comme une fleur. Il est un guide d’accueil illustré pour les arrivantes du foyer d’accueil femmes-enfant à Lyon. 
Avec Médecins Sans Frontières Belgique, The Ink Link a confié à Aurélie Neyret la mission de se rendre en Afghanistan pour raconter le travail des équipes médicales et des patientes dans une maternité. La BD réalisée est lisible en ligne et bientôt publiée.
Avec Première Urgence Internationale, The Ink Link, Wilfrid Lupano et Pozla se sont rendus au Liban pour mieux comprendre et présenter la situation des réfugiés sur le territoire.
Avec l’Agence Française de Développement, The Ink Link et Jean Dytar ont construit un récit pour expliquer aux habitants du Laos leur rôle dans un programme d’agriculture sensible aux enjeux nutritionnels.

## Prix
Lors du Lyon BD Festival 2018, The Ink Link s’est vue remettre le Prix Hors Cases saluant une initiative de la bande dessinée décloisonnée, ouverte sur le monde et en prise avec son époque. 
En novembre 2018, The Ink Link a été lauréat du Prix Fondation Cognacq-Jay Inventer la solidarité sociale de demain.

## Expositions
En janvier 2019, The Ink Link a été invité par la Maison des Peuples et de la Paix à exposer ses projets pendant le Festival international de la bande dessinée d'Angoulême. 
À l’occasion, une exposition « la création d'une BD » a été créée et est aujourd’hui[Quand ?] itinérante.
Le projet d’Aurélie Neyret en Afghanistan aux côtés de Médecins Sans Frontières a lui aussi été adapté en exposition. Elle porte le nom Hila, le quotidien d’une maternité afghane et est gérée par l’association EmanataBD.
Après le Festival d'Angoulême 2019, les expositions ont été présenté lors du festival BD Pyrénées à Pau, lors du festival de carnets de voyage Ici et ailleurs à Brest et au Festival International de la Bande Dessinée de Chambéry.